# Ana Politkovskaja
Ana Politkovskaja (Анна Степановна Политковская) (New York, 30. kolovoza 1958. – Moskva, 7. listopada, 2006.) utjecajna ruska novinarka, dopisnica Novaje Gazete, borac za ljudska prava

## Životopis
Ukrajinsko-ruskog porijekla, rođena je kao Ana Mazepa u New Yorku gdje su njezini roditelji boravili kao diplomati. Obrazovala se u Rusiji i završila novinarstvo na moskovskom Državnom sveučilištu. Diplomirala je na temu pjesnikinje Marine Cvetajeve. Radila je za Izvjestja, a zatim prešla u list aviopoduzeća Aeroflota. To joj je omogućilo da zrakoplovima proputuje Rusijom uzduž i poprijeko. Godine 1999. suprug Aleksandar Politkovski ju je ostavio ne mogavši više izdržati njezinu aktivnost i brojne prijetnje koje je primala. Ana Politkovskaja bila je majka dvoje djece.

## Karijera
Od 1982. do 1993. radi za Izvjestja. Dolaskom perestrojke prešla je na neovisne medije: najprije Obščaja gazeta, a od 1999. Novaja gazeta. Bila je žestoka protivnica Putinovog režima te razotkrivala istinu iza Putinove politike. Napadala je jednako i rusku marionetu u Čečeniji, Ahmada Kadirova, i njegovoga sina Ramzana Kadirova. 
I sama često postaje sudionik vijesti. U listopadu 2002. na zahtjev otmičara sudjelovala je u pregovorima oko puštanja talaca u moskovskom kazalištu Dubrovka i dostavljala taocima hranu i piće, no ta je kriza završila pokoljem nevinih kao i sve ostale, a u sjeni talačke krize u beslanskoj školi na vidjelo je izašao i slučaj trovanja Politikovske na putu onamo. Naime u zrakoplovu joj je poslužen otrovani čaj od kojeg joj je odmah pozlilo te je izgubila svijest, a do Beslana nije ni stigla. U napisima je ponajviše napadala Putinovog čovjeka koji provodi strahovladu u Čečeniji, Ramzana Kadirova koji je samo nekoliko dana prije njezine smrti navršio 30 godina te time postao automatski kandidat za predsjednika Čečenije. Politkovska je u svojim člancima jasno pokazala koga smatra odgovornim za terorističke napade i za pokolj koji svaki put uslijedi pod parolom borbe protiv terorizma. Više od njezinih članaka govore jedino pokušaji da je se ušutka, a pogotovo onaj krajnji i konačni.
Dobitnica je brojnih nagrada: 
- 2001. Nagrada Ruskog novinarskog saveza
- 2001. globalna nagrada organizacije Amnesty International za humanitarno novinarstvo
- 2002. nagrada američkog PEN-a Freedom to Write
- 2002. nagrada Međunarodne ženske medijske zaklade za hrabrost u novinarstvu
- 2003. nagrada Lettre Ulysses
- 2003. Hermann-Kesten-Medaille
- 2004. nagrada Olaf Palme (podijeljena s Ljudmilom Aleksejevom i Sergejem Kovaljovim)
- 2005. nagrada za slobodu i budućnost medija [2]

## Prijetnje i smrt
U veljači 2001. je uhićena. U listopadu 2001. morala je pobjeći u Beč nakon opetovanih prijetnji e-poštom od policijskog dužnosnika Sergeja Lapina, kojeg je optužila za zločine nad civilima i pogubljenje Čečena Zelimhana Murdalova. Lapin je uhićen, ali je ubrzo i oslobođen optužbi. U tisku je objavljena mogućnost njegove upletenosti u atentat na Politkovsku (Jutarnji list 26.10.2006, str. 14). U Beču je Politkovskaja napisala knjigu. Godine 2004. za dlaku je izbjegla atentat trovanjem. Otrov joj je podmetnut u čaj koji je popila u zrakoplovu na putu za Beslan, gdje bi izvještavala o događaju i zacijelo sudjelovala u pregovorima. 
Ubijena je Moskvi 7. listopada 2006. u 16:10 sati, dok je izlazila iz kabine dizala u svojoj zgradi u Lesnoj ulici u Moskvi, gdje je živjela u unajmljenom stanu. Nakon kupovanja namirnica u robnoj kući Ramstor, parkirala je svoju Ladu pred ulazom u zgradu. Dio vrećica odnijela je u stan i dizalom se vraćala po sljedeću turu. Kad su se vrata dizala otvorila, na nju je zapucao čovjek koji ju je pratio još iz prodavaonice. Njezino tijelo je u dizalu otkrila jedna susjeda pet minuta nakon ubojstva i pozvala je policiju. Uz tijelo se na mjestu ubojstva (kao i inače u takvim slučajevima) nalazio i pištolj tipa Makarov te četiri čahure. Riječ je o podmetnutom oružju iz kojeg zapravo nije izvršeno ubojstvo. Vjerojatnije je da je korišteno oružje marke Iž s prigušivačem. Dva smrtonosna hica ispaljena su joj u srce, jedan u rame, a jedan za svaki slučaj u glavu. Njezina kći Vera bila je parkirana u automobilu blizu majčine zgrade te je mogući svjedok atentata. Stoga je pod stalnom policijskom paskom. Policija tobože istražuje ubojstvo, no prvi potez bio je pljenidba njezinog računala na kojem je pripremala članak o mučenjima Čečena. Sporni članak Novaja gazeta je ipak objavila 7.10. Politkovskaja je ubijena upravo na Putinov rođendan. Nakon Igora Dominikova i Jurija Ščekočihina, Politkovskaja je treći ubijeni novinar Nove gazete, a od dolaska Putina na vlast 2000. godine, ona je dvanaesti ubijeni novinar. Novaja gazeta ponudila je nagradu od gotovo milijun dolara za informacije koje bi pomogle u nalaženju počinitelja ubojstva. Sahranjena je a Trojekurovskom groblju uz velik sprovod 10. listopada 2006. Na sprovodu nije primijećen nijedan vladin dužnosnik.

## Reakcije na atentat
Ljudi su diljem svijeta na razne načine izrazili svoju podršku Politkovskoj i svoju ogorčenost zbog njezina smaknuća. U nedjelju 8.10. održane su velike demonstracije pred zgradom ruskog veleposlanstva u Helsinkiju. Prema procjenama Helsingin Sanomata okupilo se oko 2000 ljudi. Bile su to demonstracije protiv Putinove vladavine. Sljedećeg dana demonstracije su održane u Francuskoj pred ruskim veleposlanstvom u Parizu i u Strasbourgu. Dana 16.10. održane su demonstracije u Ingušetiji, u gradu Nazranu, a istovremeno navodno i u samom Groznom. U Nazranu je policija rastjerala demonstrante, nekoliko ih uhitila, otela slike Politkovske, a pripadnici humanitarne organizacije su premlaćeni. U vrijeme masovno posjećenog sprovoda Ane Politkovske u Moskvi, Putin je upravo slijetao u Dresden. No ondje je naišao na još veće kritike povezane s njezinim ubojstvom, nego kod kuće. Dočekale su ga demonstracije u kojima je izraženo mišljenje da on stoji iza (ne samo ovog) ubojstva. Tek na inzistiranje Angele Merkel izjavio je da je to ubojstvo "nedopustivo". U svojoj peticiji organizacija Reporteri bez granica skupila je 6000 potpisa, zahtijevajući osnivanje međunarodnog istražnog povjerenstva o ubojstvu Politkovske. Među potpisnicima su mnogi ugledni pisci, filozofi i političari.
Dana 18. studenog 2006. svijet je obišla vijest o trovanju ruskog disidenta Aleksandra Litvinjenka koji je u Londonu za Novu gazetu pripremao dokumente koji dokazuju upletenost FSB/KGB-a u ubojstvo Politkovske.
Policija pokreće opsežnu istragu i za ubojstvo novinarke optužuje razne. Dana 15. rujna 2007. u Moskvi je uhićen čečenski političar Šamil Burajev zbog sumnje da je organizirao ubojstvo. Dana 18.6.2008. optužene su tri osobe zbog ubojstva novinarke: Sergej Hadžikurbanov, Džabrail Mahmudov i Ibrahim Mahmudov. Na saslušanju nije bila nazočna odvjetnica Karina Moskaljenko jer je u Strasbourgu otrovana tvari sličnom živom i razboljela se.

## Djela
- 2003. Prljavi rat: Ruska izvjestiteljica u Čečeniji
- 2003. Kutak pakla
- 2004. Putinska Rusija, objavio Sysprint 2008. u prijevodu Branke Savić